# 安芸小田駅
安芸小田駅（あきおだえき）は、広島県安佐郡口田村（現在の広島市安佐北区小田地区）に存在した国鉄（当時は鉄道省）芸備線の駅（廃駅）。1941年（昭和16年）8月10日に営業休止となった。

## 概要
1929年（昭和4年）に芸備鉄道がガソリンカーの運転を開始すると、翌年4月25日にガソリンカー専用駅として小田停留所が設置された。
1937年（昭和12年）7月1日に芸備鉄道が国有化され芸備線になると、小田停留所は安芸小田駅に改称され、引き続きガソリンカー専用駅として営業した。
その後、戦時体制下に入り燃料事情が悪化。1941年（昭和16年）8月10日には芸備線におけるガソリンカーの運転が廃止され、安芸小田駅は他のガソリンカー専用駅とともに営業を休止した。

## 歴史
- 1929年（昭和4年）4月25日：ガソリンカー専用の小田停留所として開業[1]。
- 1937年（昭和12年）7月1日：：芸備鉄道買収により国有化[1]。停留場から駅に変更になり、安芸小田駅となる[1]。
- 1941年（昭和16年）8月10日：戦時統制によるガソリンカー廃止により、他のガソリンカー専用駅とともに休止[1]。